# Dougaloplus acanthinus
Dougaloplus acanthinus är en ormstjärneart som först beskrevs av Hubert Lyman Clark 1911.  Dougaloplus acanthinus ingår i släktet Dougaloplus och familjen trådormstjärnor. Inga underarter finns listade i Catalogue of Life.